# نیکولاس ده کرپل
نیکولاس ده کرپل (انگلیسی: Nicolas De Kerpel؛ زادهٔ ۲۳ مارس ۱۹۹۳) بازیکن هاکی روی چمن اهل بلژیک است.